# Бомбардировки Варшавы (1939)
Бомбардировки Варшавы — серия авианалётов немецкой авиации на Варшаву в ходе обороны Варшавы в сентябре 1939 года.

## Ход событий
1 сентября 1939 года, после вторжения в Польшу, Люфтваффе совершило первый авианалёт на Варшаву с участием четырёх групп бомбардировщиков. Всего за первую неделю сентября Варшава несколько раз подвергалась бомбардировкам (в основном налёты совершались на военные объекты).
8 сентября немецкая армия подошла к Варшаве. 140 Junkers Ju 87 бомбили части города, расположенные на левом берегу Вислы, а другие бомбардировщики атаковали позиции польской армии в западных пригородах Варшавы. 13 сентября произошла атака пикирующих бомбардировщиков Люфтваффе. Также с воздуха сбрасывались пропагандистские листовки. 22—23 был нанесён авиаудар по еврейскому кварталу Варшавы.

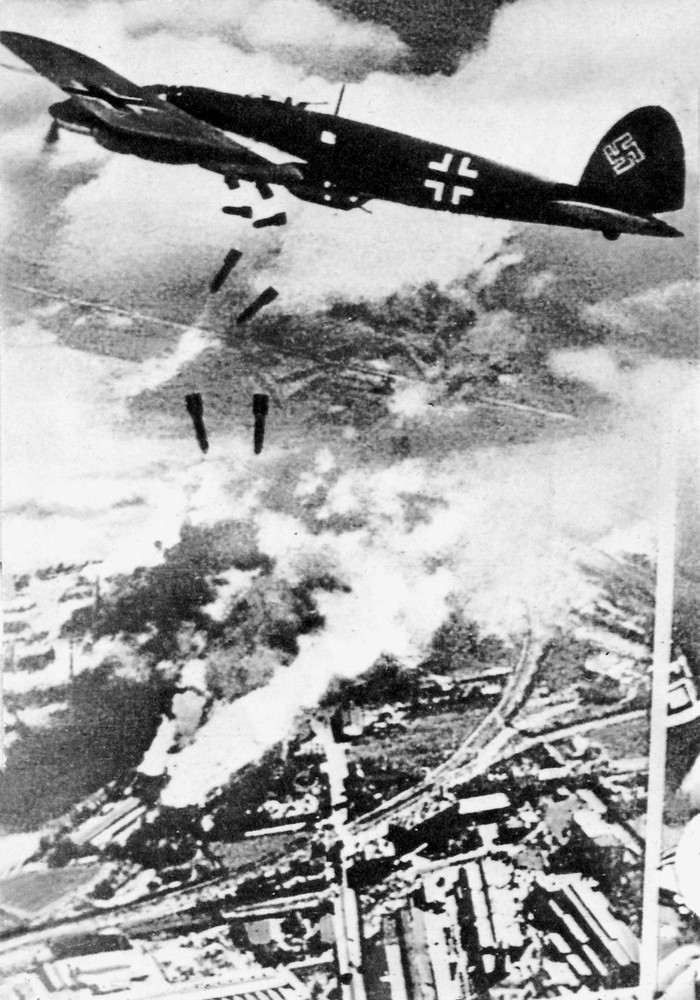
Немецкий He 111 бомбит Варшаву

25 сентября дивизия бомбардировщиков Люфтваффе под командованием Вольфрама фон Рихтгофена совершила крупнейший воздушный налёт, сбросив 560 тонн фугасных бомб и 72 тонны зажигательных бомб. В течение 11 часов город бомбили более 400 самолетов (впоследствии этот день получил название «чёрный понедельник). Сильно пострадал центр Варшавы. Установить точные потери немецкой авиации в ходе налёта 25 сентября практически невозможно из-за уничтожения многих архивных документов, однако известно, что Люфтваффе потеряло по крайней мере два бомбардировщика Junkers Ju 52.
26 сентября были захвачены три ключевых позиции городской обороны, а 28 сентября польское командование подписало капитуляцию, и в город вошли немецкие войска. Международная пресса сообщила, что было убито 20 000—40 000 мирных жителей, однако реальное число погибших, вероятно, ниже (в других похожих по масштабам бомбардировках Второй Мировой войны число погибших составляет приблизительно 6000—7000 человек). 10% зданий города были разрушены и ещё 40% повреждены; однако, часть повреждений была вызвана огнем наземной артиллерии, в том числе уличными боями между польской и немецкой пехотой и бронетехникой.

## Оборона
Для обороны города от бомбардировок использовались (по данным Института национальной памяти):
- 72 зенитных орудия калибром 75 мм
- 24 зенитных орудия калибром 40 мм
- 7 рот зенитных пулемётов
- Заградительные аэростаты
- Прожекторы

В обороне города также участвовали 54 бойца Бригады преследования.

## Оценки и мнения
Историк Томаш Шарота на одной из научных конференций заявил, что многие, кто жил в то время, отметили в своих дневниках, что бомбардировка 25 сентября была «самой крупной бомбардировкой в истории человечества».. В публикации «Straty Warszawy» он цитирует дневник жительницы Варшавы Галины Регульской:

После вчерашней бомбардировки госпиталей мы вывесили на крыше нашей больницы флаг Красного Креста. В других больницы поступили так же. Теперь немцы будут знать, где госпитали, и не будут их бомбить.
Оригинальный текст (пол.)Po wczorajszym zbombardowaniu szpitali, na dachu naszego szpitala zawiesiliśmy flagę z czerwonym krzyżem. To samo robiły i inne szpitale. Teraz Niemcy będą już wiedzieć, gdzie znajdują się szpitale i nie będą ich bombardować.
— Дневник Галины Регульской
Вскоре выяснилось, что это были напрасные надежды. 14 сентября Регульская отметила:

Снимаем с больниц флаги Красного Креста, которые повести ранее. Получается, что немцы не только больницы не жалеют, а наоборот — специально их бомбят. Люди, раненые, нервные и встревоженные, спрашивают, сняли ли мы уже флаги с крыши.
Оригинальный текст (пол.)W szpitalach zdejmujemy na gwałt wywieszone flagi Czerwonego Krzyża. Okazuje się, że Niemcy nie tylko nie oszczędzają szpitali, lecz przeciwnie – specjalnie je ostrzeliwują. Ranni zdenerwowani i zaniepokojeni dopytują się, czy już zdjęliśmy flagi z dachu

Регульская описывает, в частности, что немецкие летчики умышленно бомбили больницы и спускались достаточно низко, чтобы расстреливать людей из автоматов. Также она отметила рекомендацию не передавать по радио адреса больниц и снять с них флаги Красного Креста во избежание бомбёжек. По мнению некоторых историков и журналистов, основными объектами налетов были густонаселённые районы Варшавы, общественные здания, жилые кварталы, учреждения культуры, школы и больницы; последние подверглись целенаправленной бомбардировке. Полковник польской армии Томашевский вспоминал, что «бомбардировке подверглись не боевые позиции наших частей, а главным образом город и население».
Адольф Гитлер упомянул о бомбардировках Варшавы в своей речи от 8 ноября 1942 года, утверждая, что «они были максимально гуманными» и что он «хотел спасти женщин и детей».